# Megachile goegabensis
Megachile goegabensis is een bij uit de familie Megachilidae. De wetenschappelijke naam van de soort werd in 2013 gepubliceerd door Connal Eardley.